# 알로하! 오하나를 찾아서
《알로하! 오하나를 찾아서》(영어: Finding 'Ohana)는 2021년에 공개한 미국의 영화이다.

## 캐스팅

### 주연
- 케아 페아후 : 필리 역
- 알렉스 아이오노 : 이오아네 역

### 조연
- 오웬 바카로 : 캐스퍼 역
- 켈리 후 : 레일라니 역
- 브랜스컴 리치몬드 : 키모 역